# ريتشارد كلينتون
ريتشارد كلينتون (1 سبتمبر 1981 - ) (بالإنجليزية: Richard Clinton)‏ هو لاعب كريكت بريطاني.

## وصلات خارجية
- ريتشارد كلينتون على موقع إي آس بي آن كريك إنفو (الإنجليزية)